# Dredge (Schleppnetz)

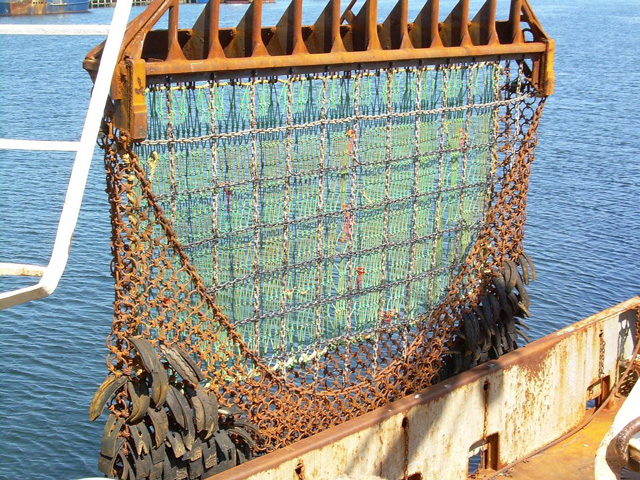
Eine Dredge für den Muschelfang

Eine Dredge, auch Dredsche, ist ein an einem schweren Rahmen befestigtes Schleppnetz, das von einem Schiff über den Meeresboden gezogen wird, um Proben oder Lebewesen vom Grund aufzusammeln, abzukratzen oder auszugraben. Anschließend wird das Netz oder der Probensack an Deck gezogen und der Inhalt ausgewertet. 
Das Wort stammt vom englischen Ausdruck dredge (drɛdʒ; ein Gewässer ausbaggern). Schwere Dredgen wie die Kettensack-Dredge werden an einem Drahtseil hängend vom Heck des Schiffes aus auf dem Meeresboden abgelegt. Danach zieht das Schiff die Dredge hinter sich her. Der Rahmen oder Schlitten, an dem der Probensack hängt, kann mit Stahlzähnen versehen sein, um so den Meeresboden bis zum Felsuntergrund abzutragen.
Zielarten von Dredgen sind meist Muscheln, etwa Austern, Miesmuscheln oder Jakobsmuscheln. Dredgen finden auch in Muschelfarmen Verwendung. Mögliche weitere Zielarten sind die im Meeresboden eingegrabenen lebenden Venusmuscheln und auch Herzmuscheln sowie Seegurken und Krebstiere.

## Belege
- Bootsdredgen. In: Fischbestände online. K. Barz, C. Zimmermann, Thünen-Institut für Ostseefischerei, abgerufen am 14. Mai 2013.